# Wartościowanie pracy
Wartościowanie pracy - zwane też kwalifikowaniem pracy, jest postępowaniem zmierzającym do zróżnicowania prac i stanowisk pracy pod kątem różnic w ich treści (trudności pracy), wykorzystywanym w polityce personalnej firmy.
Termin "wartościowanie pracy" jest tłumaczeniem anglojęzycznego job evaluation, co można byłoby też tłumaczyć jako szacowanie lub ocenę pracy (robót). 
W polskiej terminologii mówi się o wartościowaniu pracy (obecnie najczęściej) lub o kwalifikowaniu pracy (rzadziej - choć, być może poprawniej).
Wartościowanie pracy jest niezbędne przede wszystkim dla celów różnicowania wysokości oferowanych pracownikom płac stosownie do tego, jakie prace powierza im się do wykonania, aczkolwiek jego wyniki są wykorzystywane również dla celów doboru ludzi do stanowisk, oceny oraz rozwoju zawodowego.
W Polsce, na szeroką skalę, próbowano wprowadzić wartościowanie pracy metodą UMEWAP (w wersjach UMEWAP-85 i UMEWAP-97 - promowana przez ówczesne Ministerstwo Pracy i Spraw Socjalnych)